# Caecilia nigricans
Caecilia nigricans é uma espécie de anfíbio gimnofiono. Está presente no Equador (onde é rara), Colômbia (onde é comum) e Panamá (onde é conhecida em apenas uma localidade). É uma espécie subterrânea.